# مایکل کخ
مایکل کخ (انگلیسی: Michael Koch؛ زادهٔ ۲ ژوئیهٔ ۱۹۸۲) کارگردان فیلم، تدوین‌گر، بازیگر تئاتر، بازیگر سینما، فیلم‌نامه‌نویس، و هنرپیشه اهل سوئیس است.